# Acentropinae
Sous-famille
Les Acentropinae sont une sous-famille d'insectes de l'ordre des Lépidoptères (papillons).
Synonymie :
- Hydrocampinae
- Lathrotelinae
- Nymphulinae

## Liste de genres rencontrés en Europe
- Acentria Stephens, 1829
- Cataclysta Hübner, 1825
- Elophila Hübner, 1822
- Kasania Krulikowski, 1909
- Nymphula Schrank, 1802
- Parapoynx Hübner, 1825

## Autres genres
- Petrophila Guilding, 1830